# Кричевец, Анатолий Николаевич
Анато́лий Никола́евич Кричеве́ц (род. 8 июля 1950, Москва, СССР) — советский и российский математик, философ и психолог, поэт. Кандидат физико-математических наук (1984), доктор философских наук (2000). Профессор кафедры методологии психологии факультета психологии Московского государственного университета имени М. В. Ломоносова (2009). Заслуженный профессор Московского университета (2019).

## Биография
Родился 8 июля 1950 году в г. Москве.
В 1972 окончил механико-математический факультет МГУ по кафедре теории функций и функционального анализа. В 1984 году окончил аспирантуру МГУ имени М. В. Ломоносова и там же под научным руководством доктора физико-математических наук, профессора А. Я. Хелемского защитил диссертацию на соискание учёной степени кандидата физико-математических наук по теме «Гомологические характеристики некоторых функциональных банаховых алгебр и связанные с ними вопросы геометрии банаховых пространств».
С 1974 года работает на факультете психологии МГУ. С 1993 года работал в лаборатории нейропсихологии, с 2009 года — профессор кафедры методологии психологии факультета психологии МГУ имени М. В. Ломоносова. Является автором 35 различных учебных курсов, среди которых курсы в таких разделах, как математика, математические методы в психологи, философия и психология математики. На данный момент преподаёт на факультете психологии предметы «Тренды и парадигмы современных психологических исследований», «Качественные и количественные методы исследований в современной психологии», «Общий психологический практику», «Философия психологии», «Статистические методы и математическое моделирование в психологии» и «Статистические методы в психологи».
В 2000 году в МГУ имени М. В. Ломоносова защитил диссертацию на соискание учёной степени доктора философских наук по теме «Проблема условий возможного опыта в математике, психологии и „искусственном интеллекте“: философский аспект» (специальность 09.00.08 — философия науки и техники).
Профессор кафедры методологии психологии факультета психологии Московского государственного университета имени М. В. Ломоносова (2009). Заслуженный профессор Московского университета (2019).
Член Учёного совета факультета психологии МГУ, член Экспертного Совета премии «Золотая Психея» (c 2018).
С 1989 года пишет стихи, часть из которых опубликована на сайте «Поэзия Московского университета» и в журнале «Арион».

### Семья
Женат. Дочь — Елизавета Кричевец (род. 1978), логопед, педагог, преподаватель Шанинки. Сын — Георгий Кричевец (род. 1986), инвалид ДЦП. Пятеро внуков.

## Научная деятельность
Занимался математической логикой (семинар С. Н. Артёмова) и философией математики (семинар А. Г. Барабашева).
В 1999—2002 участвовал в международном проекте, посвященном использованию виртуальных сред для развития пространственных функций у детей с тяжелыми двигательными нарушениями.
С 2000 года руководит Московским семинаром по философии математики (совместно с В. Я. Перминовым, В. А. Шапошниковым, Е. В. Косиловой и Г. Б. Гутнером). С 1997 года семинар выпустил пять сборников научных трудов.
На психологическом факультете работал в группе Н. Д. Гордеевой, исследовавшей микроструктуру движений оператора, а в начале 90-х годов занимался реабилитационными компьютерными играми для детей с двигательными нарушениями.
Автор учебных пособий по математике и математическим методам в психологи, которыми повсеместно пользуются студенты-психологи, работы по философским проблемам психологии и математики, по психологии и философии математического образования. Также публикует работы в области когнитивных наук: цикл исследований экстрафовеального распознавания геометрических фигур, моделирующие исследования закона убывающей отдачи Спирмена в диагностике развития интеллекта и работы по психологии религии.
Член редакционной коллегии журнала Psychology in Russia, постоянный участник Европейской конференции по исследованию движений глаз (ECEM), международной конференции по когнитивной науке (МККН).
Автор 72 статей по математике, психологии и философии, а также автор 17 книг и пособий.

### Научные труды
- Кричевец А. Н., Шикин Е. В., Дьячков А. Г. Математика для психологов: учебник. — 5-е изд., стер. — М.: Флинта, 2013. — 371 с. : ил., табл. ISBN 978-5-89349-400-6
- Кричевец А. Н., Корнеев А. А., Рассказова Е. И. Основы статистики для психологов. — М.: Акрополь, 2019. — 286 с. : ил. ISBN 978-5-98807-086-3 : 500 экз. Основы математической статистики для психологов. М.: Акрополь, 2019
- Кричевец А. Н., Корнеев А. А., Рассказова Е. И. Математическая статистика для психологов: учебник для студентов высших учебных заведений, обучающихся по направлению подготовки 030300 «Психология ФГОС ВПО». — М.: Академия, 2012. — 394, [1] с. : ил., табл. (Бакалавриат) (Высшее профессиональное образование. Естественные науки). ISBN 978-5-7695-8053-6
- Корнеев А. А., Кричевец А. Н. Оценка критериев Стьюдента и Манна-Уитни при различных нарушениях условий их применимости Психологический журнал. 2011. том 32, № 1, с. 97-110
- Кричевец А. Н. Субъект и интерсубъективная психика. Феноменология в междисциплинарной перспективе Вопросы философии. 2018. № 2, с. 121—133.
- Krichevets A. and intersubjectivity Vygotsky and intersubjectivity Psychology in Russia: State of the Art. 2014. том 7, № 3, с. 13-23
- Krichevets Anatolii N. The Ttrunscendental Subject and the Diversity of Cognitive Frameworks Russian Studies in Philosophy. 2012. том 50, № 4, с. 43-55.
- Кричевец А. Н. Кризис математических наук и математического образования: эпистемологический подход, в журнале Вопросы философии. 2004. № 11, с. 103—115.
- Dreneva Anna, Shvarts Anna, Chumachenko Dmitry, Krichevets Anatoly. Extrafoveal Processing in Categorical Search for Geometric Shapes: General Tendencies and Individual Variations, Cognitive Science A Multidisciplinary Journal 45(8), doi:10.1111/cogs.13025.
- Korneev A. A., Krichevets A. N., Sugonyaev K. V., Ushakov D. V., Vinogradov A. G., Fomichev A. A. Sources of Artifacts in SLODR Detection Psychology in Russia: State of the Art. 2021. том 14, № 1, с. 86-100
- Братусь Б. С., Бусыгина Н. П., Кричевец А. Н., Насибуллов К. И. Постигая непостижимое: компаративный подход в качественных психологических исследованиях религиозности Культурно-историческая психология, издательство МГППУ. 2021. Т. 17. № 1. С. 113—123
- Krichevets A.N., Sirotkina E.B., Yevsevicheva I.V., Zeldin L.M. Computer games as a means of movement rehabilitation Disability and Rehabilitation. 1995 том 17, № 100, с. 100—106
- Akhutina T., Krichevets A., Pylaeva N., Foreman N., Matikka L., Vahakuopus J., Narhi V. 2003. IMPROVING SPATIAL FUNCTIONING IN CHILDREN WITH CEREBRAL PALSY USING COMPUTERIZED AND TRADITIONAL GAME TASKS. в журнале Disability and Rehabilitation. том 25, № 24, с. 1361—1371.
- Кричевец А. Н. Об априорности, открытых программах и эволюции. Вопросы философии. № 7, с. 79-91.